# Nicole Sanderson
Nicole Therese Sanderson (Perth, 1 de abril de 1976) é uma voleibolista de praia australiana.

## Carreira
Formou dupla com  Natalie Cook conquistando a medalha de bronze no Campeonato Mundial de Vôlei de Praia de 2003, no Rio de Janeiro, Brasil e disputaram a edição da Jogos Olímpicos de Atenas, em 2004, sendo semifinalistas e finalizando no quarto lugar.